# Drea de Matteo
Andrea Donna de Matteo (Queens, New York, 19. siječnja 1972.) američka je glumica, najpoznatija po ulogama Adriane La Cerve iz Obitelji Soprano, Wendy Case iz serije Sinova anarhije, te Gine, sestre Joeyja Tribbianija u sitcomu Joey.

## Vanjske poveznice
- Drea De Matteo u internetskoj bazi filmova IMDb-u (engl.)